# تخمر (كيمياء حيوية)

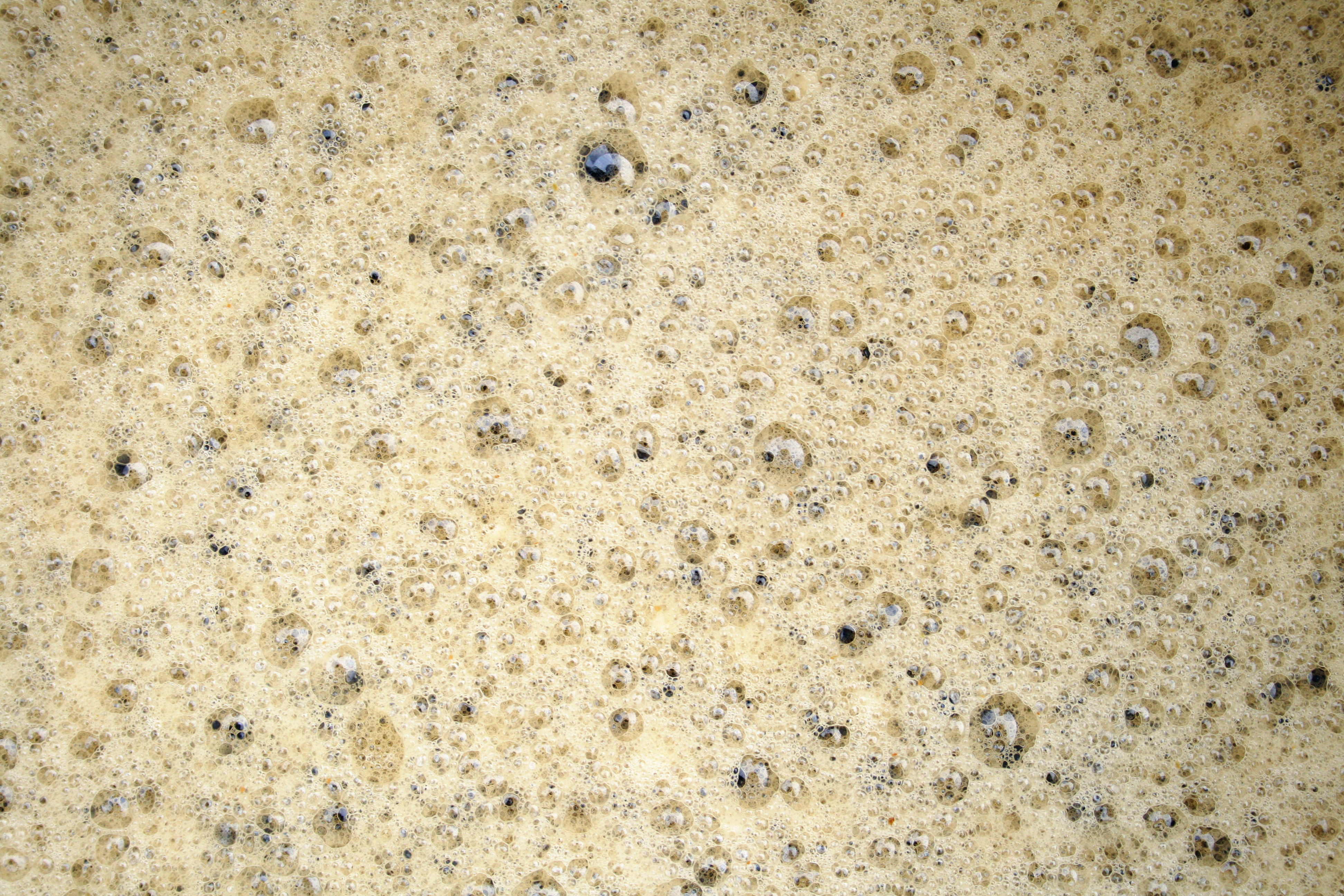
فقاعات تخمير البيرة من الشعير.

التخمر والتخمير، عملية استخلاص الطاقة من تفاعلات الأكسدة- الاختزال للمركبات الكيميائية، والتي منها الكربوهيدرات، وباستخدام قابل إلكترون ذاتي، والذي غالباً ما يكون مركب عضوي. على النقيض، تُمنح الإلكترونات في عملية التنفس لقابل إلكترون خارجي، ومثل الأكسجين، وذلك من خلال سلسلة نقل الإلكترون. وهنا تلعب عملية التخمر دوراً مهماً في أجواء الظروف اللاهوائية، حيث لا توجد أية فسفرة تأكسدية للحفاظ على إنتاج أدينوسين ثلاثي الفوسفات بواسطة عملية التحلل. كما يتم تمثيل البيروفات إلى العديد من المركبات المختلفة في أثناء عملية التخمير. حيث تعبر عملية التخمر اللبني عن إنتاج الحامض اللبني من البيروفات؛ في حين تُعَبِّر عملية التخمر الكحولية عن تحول البيروفات إلى إيثانول وثاني أكسيد الكربون؛ إلا أن عملية التخمير اللبني المغاير هي إنتاج الحمض اللبني (اللاكتيك) بالإضافة إلى الأحماض الأخرى والكحوليات. وليس من الضروري أن يتم إجراء أو تنفيذ عملية التخمر في بيئةٍ لاهوائية. فعلى سبيل المثال، وحتى مع وجود الأكسجين الوفير، تفضل خلايا الخميرة التخمرية بصورةٍ كبيرةٍ عملية التخمر على عملية الفسفرة التأكسدية.
وتمثل السكريات الركيزة الأكثر شيوعاً لعملية التخمر، ومن أشهر الأمثلة على منتجات عملية التخمر كلٌ من الإيثانول، حمض اللاكتيك، والهيدروجين. على الرغم من ذلك، فهناك الكثير من المركبات الغريبة يمكن إنتاجها بواسطة عملية التخمر والتي منها الأسيتون. تستخدم الخميرة في عملية تخمير (المواد الغذائية) لإنتاج الإيثانول في صناعة البيرة، الخمور والمشروبات الكحولية الأخرى، والتي تسير جنباً إلى جنب مع إنتاج كمياتٍ ضخمةٍ من ثنائي أكسيد الكربون. كما تحدث عملية التخمير في عضلات الثدييات خلال فترات ممارسة النشاطات المكثفة، عندما تصبح مصادر الأكسجين محدودة، مما يؤدي إلى إنتاج حمض اللاكتيك.
ويحدث التخمر بفعل ميكروبات مثل البكتيريا والعفن والخميرة.
وعلى سبيل المثال نجد أن الفطريات أو العفن، تعمل على خليط السكر مع الأملاح المعدنية فينتج البنسلين.
وتقوم الخميرة بتحليل السكر الناتج عن الحبوب المنقوعة في الماء إلى غاز الكحول الإيثيلي وثاني أكسيد الكربون عند صناعة البيرة. وأيضا يتحلل السكر في عصير العنب بنفس الطريقة عند صناعة النبيذ. وكذلك يُعتبر التخمر جوهرياً في إنتاج الخُبز والجُبن واللبن الرائب. ولكنه قد يكون مُضرًّا في بعض الحالات، مثلما يحدث عندما يصبح الحليب المتخمر حليباً فاسداً. وتُصنع المُنتجات المُخْتمرة النافعة لبني البشر بكمياتٍ كبيرةٍ. وبالرغم من أن أنواعاً مختلفة من المواد تُنْتَج بواسطة عملية التخمُّر، إلا أن العمليات الأساسية المُتَّبعة في ذلك تبقى متماثلة.
فأولاً، تُملأ صهاريج كبيرة من الفولاذ المُقاوم للصدأ، بمحلولٍ مائيٍ من المواد الغذائية. ويْعقَّم هذا المحلول بالبخار لقتل الجراثيم غير المرغوبة، ثم تُضاف ميكروبات معيّنة إلى المحلول، لتقوم بتخمير المواد الغذائية خلال بضعة أيامٍ. هذا ويتحكم المشرفون على عملية التخمير في درجة حرارة ونوعية حمض المواد في داخل الصهاريج. وأخيراً تُصفَّى الصهاريج من السائل، وتُفْصل المُنتجات المرغوب فيها عن بقية الخليط، إما بواسطة الاستخلاص أو الترشيح، أو ببعض الوسائل الأخرى. وفي معظم الحالات تُشَكِّل المنتجات المرغوب فيها حوالي 5% فقط من الخليط الموجود في الصهاريج، ولذلك تُعتبر عملية التنقية ـ في الغالب ـ عمليةً معقدةً إلى حدٍ بعيدٍ.

## كيميائية التخمر
تحتوى منتجات التخمر على طاقةٍ كيميائيةٍ (تتسم بأنها ليست مؤكسدة تماماً)، إلا أنها تُعتبر منتجات نفايات، حيث أنها لا يمكن تمثيلها أكثر من ذلك بدون استخدام الأكسجين (أو أي متقبلات الإلكترون عالية الأكسدة الأخرى). نتيجةً لذلك فإن إنتاج أدينوسين ثلاثي الفوسفات من خلال عملية التخمر تكون أقل كفايةٍ من الفسفرة التأكسدية، في حين يتأكسد البيروفات تماماً إلى ثاني أكسيد الكربون.

### تخمر الإيثانول
يُكَسِّرُ تخمر الإيثانول (بالإنجليزية: Ethanol fermentation) (تنفذه الخميرة وأنواعٌ أخرى من البكتريا) حمض البيروفك إلى الإيثانول وثاني أكسيد الكربون. وهو يلعب دوره المهم في صناعة الخبز، تخمر الجعة، وكذلك صناعة النبيذ. وغالباً ما يُفضل واحداً من المنتجات؛ فعلى سبيل المثال في صناعة الخبز، يستخرج الكحول من الخبز، وفي إنتاج الكحول، ينطلق ثاني أكسيد الكربون إلى الغلاف الجوي المحيط أو يُسْتَخْدَم لكربنة المشروبات المنعشة. وعندما يكون للبكتين تركيزاً عالياً في المخمر، يتم إنتاج كمياتٍ صغيرةٍ من الميثانول.
حيث تلخص المعادلة الكيميائية بالأسفل عملية تخمر الجلوكوز، وصيغته الكيميائية هي كالتالي: C6H12O6. حيث يتحول جزيء واحد من الجلوكوز إلى جزيئين من الإيثانول وجزيئين آخرين من ثاني أكسيد الكربون:
C6H12O6 → 2C2H5OH + 2CO2
ونلاحظ أن الصيغة الكيميائية للإيثانول هي: C2H5OH
حيث قبل وقوع عملية التخمر، يتم تكسير جزيء جلوكوز واحد إلى جزيئين من حمض البيروفك. وتعرف تلك العملية باسم التحلل السكري.

### تخمر حمض اللاكتيك
تعبر عملية تخمر حمض اللاكتيك أو حمض اللبن عن أبسط صور التخمر. حيث أنها أساساً عبارة عن صورة من صور تفاعلات الأكسدة- الاختزال وهي تحدث في ظروف لا هوائية ولكن الأكسدة تحدث في ظروف هوائية. ففي ظل الأجواء اللاهوائية، تتمثل الآلية الأساسية لإنتاج أدينوسين ثلاثي الفوسفات في عملية التحلل السكري. حيث تقلص- تحول عملية التحلل السكري الإلكترونات إلى – NAD+، مما يكون NADH. على الرغم من ذلك، لا يتوافر سوى موردٌ محدودٌ للـ NAD+ في الخلية. ومن أجل استمرار عملية التحلل السكري، يجب أن يتم أكسدة NADH – أي يتم أخذ الإلكترونات بعيداً عنها – بهدف إعادة إنتاج NAD+. وغالباً من تقع تلك العملية من خلال سلسلة نقل الإلكترون ضمن عمليةٍ يطلق عليها الفسفرة التأكسدية؛ على الرغم من ذلك، بدون توفير الأكسجين لا يمكن إتمام تلك العملية.
بدلاً من ذلك، يمنح NADH الإلكترونات الإضافية الزائدة لجزيئات حمض البيروفك والتي تكونت خلال عملية التحلل السكري. وبما أن NADH يفقد إلكتروناته، يعاد إنتاج NAD+ والذي يصبح متاحاً مرةً أخرى لعملية التحلل السكري. وهنا يتكون حمض اللاكتيك، والذي سميت تلك العملية باسمه، من خلال تقليل أو تقلص حمض البيروفك.
ولا يتحول سوى جزيء واحد لحمض البيروفك إلى لاكتات في عملية تخمر حمض اللكتيك المغاير؛ في حين يتحول الجزيء الآخر إل إيثانول وثاني أكسيد الكربون. أما في عملية تخمر حمض اللاكتيك المماثل، فإن كلا جزئي حمض البيوفك تتحول إلى لاكتات. مما يجعل من عملية تخمر حمض اللاكتيك الصرف عمليةً فريدةً بسبب أنها واحدةٌ من عمليات التنفس والتي لا تنتج غازاً كمنتجٍ ثانويٍ.
تُكَسِّر عملية تخمر اللاكتيك الصرف حمض البيروفك إلى اللاكتات (بالإنجليزية: lactate). وتقع في عضلات الحيوانات عندما تحتاج إلى طاقةٍ أسرع من الدم الذي يمدها بالأكسجين. كما أنها قد تقع كذلك في بعض أنواع البكتريا (مثل بكتريا العصيات اللبنية (بالإنجليزية: lactobacilli)) وبعض أنواع الفطريات. فهي تعبر عن ذلك النوع من البكتريا الذي يقوم بتحويل اللاكتوز إلى حمض اللاكتيك في اللبن الرايب، والذي يُكْسِبَه نكهته ومذاقه الحامضين. ويمكن تصنيف بكتريا الحامض اللاكتيكي تلك كبكتريا تخمرية صرفة، حيث يكون المنتج النهائي في أغلب الأحيان اللاكتات، أو كبكتريا تخمرية مغايرة، حيث يستقلب أو يتمثل بعضاً من اللاكتات أبعد من ذلك، وينتج عن ذلك إنتاج ثاني أكسيد الكربون، الخلات وبعض المنتجات المؤيضة الأخرى.
تتلخص عملية تخمر حمض اللاكتيك باستخدام الغلوكوز، حيث يتحول جزيء واحد فقط للغلوكوز، في عملية التخمر اللبني الصرف، إلى جزيء واحد فقط حمض اللاكتيك، جزيء واحد فقط من الإيثانول، وجزيء واحد آخر من ثاني أكسيد الكربون، كما يلي:
C6H12O6 → 2 CH3CHOHCOOH.
ثم تتقدم عملية التفاعل ضمن التخمر اللبني الصرف، وذلك مع تحول جزيءٍ واحدٍ فقط من الغلوكوز إلى جزيءٍ واحدٍ فقط من حمض اللاكتيك، جزيءٍ واحدٍ فقط من الإيثانول وكذلك جزيءٍ واحدٍ فقط من ثاني أكسيد الكربون، كما يلي:
C6H12O6 → CH3CHOHCOOH + C2H5OH + CO2
مع ملاحظة أنه قبيل وقوع عملية التخمر اللبني الصرف، يجب انقسام جزيء الغلوكوز إلى جزيئين من حمض البيروفك. ويطلق على تلك العملية التحلل السكري.

### التحلل السكري
لاستخلاص الطاقة الكيميائية من الغلوكوز، لابد من انقسام الغلوكوز إلى جزيئين من البيروفات. تسفر تلك العملية كذلك عن إنتاج جزيئين من أدينوسين ثلاثي الفوسفات كحصيلةٍ للطاقة الفورية بالإضافة إلى جزيئين من ثنائي نيكليوتيدة الأدنين وأميد النيكوتنك (ثنائي نوكليوتيد الأدنين وأميد النيكوتين).
C6H12O6 + 2 ADP + 2 Pi + 2 NAD+ → 2 CH3COCOO− + 2 ATP + 2 NADH + 2 H2O + 2H+
وتتمثل الصيغة الكيميائية لحمض البيروفات في CH3COCOO−. حيث يشير Pi إلى الفوسفات غير العضوي. وكما ظهر أمامنا في المعادلة التفاعل الكيميائية، يسبب التحلل السكري تقلصاً لجزيئين من NAD+ إلى NADH. هذا ويتحول جزيئين من أدينوسين ثنائي الفوسفات (بالإنجليزية: Adenosine diphosphate) إلى جزيئين من أدينوسين ثلاثي الفوسفات وجزيئين ماء من خلال عملية فسفرة على مستوى الركازة (بالإنجليزية: substrate-level phosphorylation).

### التنفس الهوائي
يتأكسد البيروفات الناتج عن عملية التحلل السكري تماماً، في التنفس الهوائي، منتجاً أدينوسين ثلاثي الفوسفات إضافياً وكذلك ثنائي نيكليوتيدة الأدنين وأميد النيكوتنك (NADH) في دورة حمض الستريك ومن خلال الفسفرة التأكسدية. على الرغم من ذلك، لا يقع هذا إلا في وجود الأكسجين. ويتسم الأكسجين بأنه سام للكائنات الحية اللاهوائية، والغير مطلوبة من قِبَل الكائنات الحية اللاهوائية اختياراً. ففي غياب الأكسجين، تقع إحدى مسارات التخمر للسماح بإنتاج ثنائي نيكليوتيدة الأدنين وأميد النيكوتنك (NAD+)؛ وتُعَدُ عملية تخمر حمض اللاكتيك إحدى تلك المسارات.

## إنتاج غاز الهيدروجين في عملية التخمر
يُنْتَج غاز الهيدروجين في العديد من عمليات التخمر (تخمر الحمض المختلط (بالإنجليزية: mixed acid fermentation))، تخمر حمض بوتريك (بالإنجليزية: butyric acid)، تخمر الكابروات (بالإنجليزية: caproate)، تخمر الغليوكسيلات (بالإنجليزية: glyoxylate) وتخمر البوتانول (بالإنجليزية: butanol))، وذلك كطريقةٍ لإنتاج NAD+ من NADH. وتنتقل الإلكترونات إلى الفيريدوكسين، والتي تتأكسد بدورها بواسطة الهيدروجيناز، مما يُنْتِج جزيء الهيدروجين H2. وهنا يُسْتخدم غاز الهيدروجين كركيزةٍ لمولدات الميثان (بالإنجليزية: methanogens) ومقللات السلفات، والتي تحافظ على تركيز الهيدروجين منخفضاً بصورةٍ كافيةٍ للسماح بإنتاج مثل ذلك المركب الغني بالطاقة.

## التاريخ
ظهر أول دليلٍ ملموسٍ على وجود الطبيعة الحية للخميرة فيما بين عامي 1937 و1938 عندما ظهرت ثلاثة إصداراتٍ منشورةٍ بواسطة كاغنيارد دي لا تور، تي سوان، وإف كوتزنج، حيث توصل كلٌ منهم على حدة كنتيجةٍ لأبحاثٍ استقصائيةٍ وفحوصاتٍ مجهريةٍ أن الخميرة كانت كائناً حياً أنتجتها عملية التبرعم. وترجع جذور كلمة خميرة ، كما يجب أن نلاحظ جميعاً، إلى الكلمة اللاتينية والتي تعني الغليان (بويلنغ). وذلك ربما بسبب أن الخمر، الجعة أو البيرة، والخبز كانوا من الأطعمة الأساسية في أوروبا، وأن غالبية الدراسات الأولى عن التخمر أُجريت على الخميرة، والتي كان يتم تصنيعها (الأطعمة السابقة) بها. كما أنه تم اكتشاف البكتريا لاحقاً؛ حيث استخدم المصطلح لأول مرةٍ باللغة الإنجليزية في أواخر الأربعينيات من القرن التاسع عشر، إلا أنه لم ينتشر استخدامها بصورةٍ عامةٍ إلا مع حلول السبعينات من نفس القرن، ثم استخدمت في علاقةٍ وطيدةٍ مع نظرية الجرثومة المسببة للمرض بعد ذلك.
وكان لويس باستور (الذي عاش من 1822 وحتى 1895) قد أثبت خلال فترة الخمسينات والستينات من القرن التاسع عشر وبصورةٍ حصريةٍ أن التخمر كان يبدأ بواسطة الكائنات الحية في سلسلةٍ من الفحوصات والأبحاث التي أجراها. ففي عام 1857، أظهر باستير أن تخمر حمض اللاكتيك تسببه الكائنات الحية. وفي عام 1860، أوضح أن البكتريا تسبب تحمض اللبن، وهي تلك العملية لتي تعبر جوهرياً عن تغيرٍ كيميائيٍ، مسببةً الطعم الحاظي لللبن، كما أن دوره في التعرف على دور الكائنات الدقيقة في إفساد الأطعمة أدى إلى التوصل إلى عملية البسترة بعد ذلك. كما أنه في عام 1877، وفي أثناء عمله على تحسين صناعة تخمير الجعة الفرنسية، نشر بحثه الشهير عن عملية التخمر، بعنوان " Etudes sur la Biere"، والذي تم ترجمته بعد ذلك إلى اللغة الإنجليزية في عام 1879 تحت عنوان " Studies on Fermentation" والتي تعني بالعربية «دراسات على التخمر». حيث عرَّف التخمر (وبصورةٍ خاطئةٍ) ك«الحياة بدون هواء»،  إلا أنه أظهر وبصورةٍ صحيحةٍ أنواعاً معينةً من الكائنات الدقيقة تتسبب في أنواعٍ معينةٍ من عمليات التخمر وبعض المنتجات النهائية لمثل تلك العمليات.
وعلى الرغم من أن توضيح أن عملية التخمر كانت عموماً نتيجة تفاعل الكائنات الحية الدقيقة يمثل تقدماً هائلاً في المعرفة في ذلك الوقت، إلا أنه لم يتم توضيح الطبيعة الأساسية لعملية التخمر ذاتها، أو حتى إثبات أنها تقع بواسطة الكائنات الدقيقة والتي كانت دائماً موجودة بصورةٍ واضحةٍ. حيث حاول العديد من العلماء، ومن بينهم باستير، بنجاح استخلاص إنزيم التخمر من الخميرة. وقد واتتهم جميعاً الفرصة الناجحة عندما تمكن الكيميائي الألماني إدوارد بوشنار عام 1897 من حصر الخميرة، واستخلاص عصيرٍ منها، ثم وجد ما أدهشه أن هذا السائل «الميت» له القدرة على تخمير محلول سكري، مكوناً ثاني أكسيد الكربون والكحول مثله مثله الخميرة الحية بصورةٍ كبيرةٍ. حيث تصرفت «المخمرات» المجهولة وتفاعلت مثلها مثل المخمرات المنظمة تماماً. ومنذ ذلك الوقت تم استخدام مصطلح الإنزيم وتطبيقه على كل المخمرات. ثم تم استيعاب بعد ذلك أن عملية التخمر تسببها إنزيمات تنتجها كائناتٍ دقيقةٍ. وفي عام 1908 حصل بوشنر على جائزة نوبل العالمية في الكيمياء لإنجازاته في ذلك المجال.
كما استمرت التقدمات والإنجازات تتوالى في مجالي البيلوجيا الدقيقة والتخمر بصورةٍ ثابتةٍ حتى وقتنا هذا. وعلى سبيل المثال، في أواخر السبعينات من القرن العشرين تم اكتشاف أن الكائنات الدقيقة لها القدرة على التحور بمساعدة المعالجات الفيزيائية والكيميائية لتنتج ناتجاً أعلى، ونمواً أسرع، وتصبح أكثر قدرةً على التعايش في أجواء الأوكسجين المنخفض، بالإضافة إلى أنها تصبح قادرةً على استخدام وسيطاً أكثر تركزاً. هذا بالإضافة إلى أنه تم انتقاء سلالاتٍ وتطوير تهجيناتٍ أفضل، مؤثرةً جميعها على أغلب صور تخمرات الأطعمة الحديثة والعصرية.

## الجذور الاصطلاحية للتخمر
اشتقت كمة  التخمر (بالإنجليزية: fermentation)  من الفعل اللاتيني (fervere) والذي يعني «أن تغلي». حيث ساد المعتقد أنه استخدم لأول مرةٍ في أواخر القرن الرابع عشر في الكيمياء، ولكن ذلك كان قائماً على حس واسعِ النطاق. إلا أنه لم يُستخدم في الحس العلمي المعاصر حتى قرابة 1600.